# Noheji (Aomori)
Noheji (野辺地町 Noheji-machi?) es un pueblo localizado en la prefectura de Aomori, Japón. En octubre de 2018 tenía una población de 12.890 habitantes y una densidad de población de 158 personas por km². Su área total es de 81,68 km².

## Geografía

### Municipios circundantes
- Prefectura de Aomori
  - Yokohama
  - Tōhoku
  - Rokkasho
  - Hiranai

## Demografía
Según datos del censo japonés, la población de Noheji ha disminuido en los últimos años.
| Año del censo | Población |
| ------------- | --------- |
| 1995          | 15.969    |
| 2000          | 16.012    |
| 2005          | 15.218    |
| 2010          | 14.314    |
| 2015          | 13.524    |